# 垂穗画眉草
垂穗画眉草（学名：Eragrostis fractus）是禾本科画眉草属的植物，为中国的特有植物。分布在中国大陆的云南省等地，生长于海拔800米至2,700米的地区，见于沟边或路边草坡，目前尚未由人工引种栽培。